# Пентаплутонийтрирутений
Пентаплутонийтрирутений — бинарное неорганическое соединение
рутения и плутония
с формулой Ru3Pu5,
кристаллы.

## Получение
- Сплавление стехиометрических количеств чистых веществ:

{\displaystyle {\mathsf {3Ru+5Pu\ {\xrightarrow {800^{o}C}}\ Pu_{5}Ru_{3}}}}

## Физические свойства
Пентаплутонийтрирутений образует кристаллы
тетрагональной сингонии,
пространственная группа P 4/mcm,
параметры ячейки a = 1,07685 нм, c = 0,57473 нм, Z = 4,
структура типа трисилицида пентавольфрама W5Si3

(также сообщается о 
параметрах ячейки a = 0,8092 нм, c = 1,0023 нм ).
Соединение образуется по перитектической реакции при температуре 1025°С .